# John Roselli

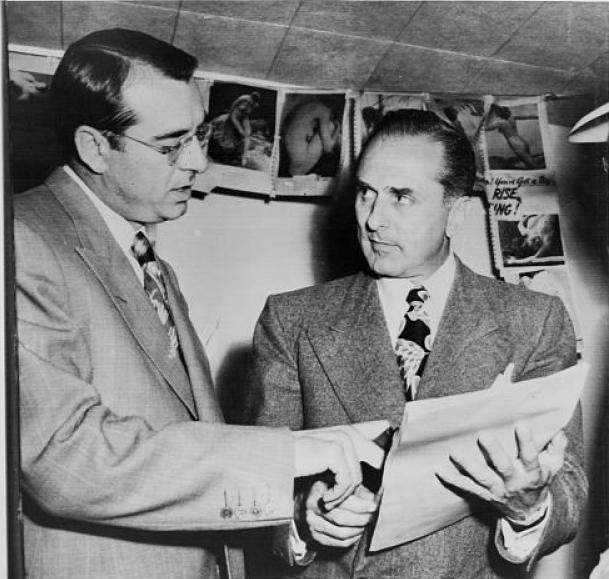
John Rosselli (rechts) mit seinem Anwalt Frank DeSimone, 1948

John „Handsome Johnny“ Roselli alias Filippo Sacco (* 4. Juli 1905 in Esperia (Latium), Italien; † 9. August 1976 in Dumfounding Bay, Florida) war ein US-amerikanischer Mobster der Cosa Nostra und vertrat für und mit Hilfe des Chicago Outfit dessen Interessen in Hollywood und Las Vegas.
Roselli unterhielt Kontakte zur CIA, welche mit Hilfe der Mafia den Tod von Fidel Castro in den frühen 1960er Jahren anstrebte.
In verschiedenen Verschwörungstheorien wird er mit dem Attentat auf John F. Kennedy von 1963 in Verbindung gebracht.

## Leben

### John Roselli
Roselli wurde als Filippo Sacco geboren. Sein Vater Vincenzo Sacco emigrierte zunächst alleine in die USA, 1911 folgte ihm seine Familie in die Nähe von Boston nach Somerville (Massachusetts).
Nachdem Sacco 1922 mit einem Mord in Verbindung gebracht worden war, floh er nach Chicago und wechselte seinen Namen in John Roselli. Der Name stellt eine Hommage an den italienischen Renaissance-Künstler Cosimo Rosselli dar. Er wurde Mitglied des Chicago Outfit und wurde unter den Gangstern bald als „Handsome Johnny“ bezeichnet.
Wann genau und warum Roselli nach Los Angeles ging, ist unbekannt. Es wird heute davon ausgegangen, dass er entweder von Al Capone oder Frank Nitti entsandt wurde, dort die Interessen des Outfits zu vertreten. Jedenfalls befand er sich 1924 in der Stadt und begann dort mit der örtlichen Familie unter Jack Dragna zusammenzuarbeiten.

### Hollywood und Las Vegas
Roselli wurde ein enger Freund des Filmproduzenten Bryan Foy; als Mit-Produzent in dessen kleinem Eagle Lion Studio wurde Roselli einer der ersten Gangster im Filmgeschäft von Hollywood und war damit von Anfang an bei der Ausbeutung der Filmindustrie in den 1940er Jahren durch die Mafia dabei. 1940 heiratete er die Hollywood-Schauspielerin June Lang, welche sich allerdings einige Jahre später wieder scheiden ließ.
Wie viele andere US-amerikanischen Gewerkschaften jener Zeit auch, war auch die Schauspieler-Gewerkschaft International Alliance of Theatrical Stage Employees durch Gangster unterwandert. Roselli wurde 1942 zusammen mit deren Präsidenten George Brown und Willie Bioff wegen dieser kriminellen Einflussnahme beschuldigt und am 19. März 1943 festgenommen. Vertreten wurde er von Frank DeSimone, einem Mobster, der auch Anwalt geworden war.
Am 30. Dezember 1943 wurden neben Roselli, Paul Ricca, Phil D’Andrea, Willie Bioff und weitere Personen zu langjährigen Haftstrafen verurteilt, die sie im Staatsgefängnis von Atlanta verbüßen sollten. Die Häftlinge versuchten ihre Verlegung ins Bundesgefängnis Leavenworth zu erreichen, aber Staatsanwalt Boris Kostelanetz hatte sich dagegen ausgesprochen. Unter seinem Nachfolger General Clark wurde im Juli 1945 die Verlegung durchgeführt und am 6. August 1947 wurden die Inhaftierten sogar vorzeitig gegen Zahlung einer Strafe von 500.000 US-Dollar freigelassen. Später stellte sich heraus, dass der Anwalt des Outfits ein persönlicher Freund des Vorsitzenden des Bewährungsausschusses war. Diese bemerkenswerten Umstände führten zu einer Anhörung im Kongress im September 1947.
Roselli kehrte nach Hollywood zurück. Der Einfluss der Mobster wird insbesondere 1948 am Fall Marilyn Monroe deutlich; Anthony Accardo übte über Roselli Druck auf Harry Cohn – mächtiger Boss der Columbia Pictures – aus, die damals völlig unbekannte Monroe unter Vertrag zu nehmen. Cohn – dessen Streitbarkeit legendär war – willigte ohne Umschweife ein; insbesondere weil er mit finanzieller  Hilfe des Outfits sein Studio aufgebaut hatte.
Mitte der 1950er Jahre ging Roselli nach Las Vegas in Nevada, wo er ab 1956 als Chefrepräsentant des Chikago Outfits und der Los Angeles-Familie gelten kann; insbesondere sollte er sicherstellen, dass beim Abschöpfen der Spielbanken seine Familie die vereinbarten Anteile erhielten. Offiziell arbeitete Roselli damals als Filmproduzent für die Monogram Studios.

### Kubanische Revolution
1959 wurden als Folge der Kubanischen Revolution die Kasinos auf Kuba geschlossen und die Mobster mussten Kuba verlassen. Gangsterbosse vom Schlage Sam Giancana und Santo Trafficante wollten deshalb Revolutionsführer Fidel Castro aus dem Weg räumen.
Auch die CIA plante in den 1960er Jahren aus politischen Gründen die Ermordung von Fidel Castro (Operation Mongoose). Am 12. März 1961 organisierte William King Harvey ein Treffen mit John Roselli, Sam Giancana, Santo Trafficante und Robert Maheu im Fontainebleau Hotel, an dem auch Jim O’Connell von der CIA teilnahm. Auf dem Treffen überreichte O’Connell einige Giftpillen und 10.000 US-Dollar, die gegen Fidel Castro verwendet werden sollten.
Roselli unterhielt auf den Florida Keys ein geheimes Trainingslager für die CIA, wo auch Scharfschützen ausgebildet werden konnten. Insbesondere nach der Invasion in der Schweinebucht 1961 und der Kuba-Krise 1962 hatte das Lager einen hohen Stellenwert. Rosellis Verwicklung dort wurde 1971 durch Jack Anderson in der Washington Post aufgedeckt.

### Tod
Am 24. Juni und 22. September 1975 sagte Roselli vor dem U.S. Senate Select Committee on Intelligence (SSCIA) – geleitet vom Senator Frank Church – aufgrund seiner Verwicklungen in die Operation Mongoose aus. Sam Giancana – ebenfalls vorgeladen – war am 19. Juni 1975 kurz vor der ersten Aussage ermordet worden. Roselli, der mit Giancana einen wichtigen Unterstützer verloren hatte, kehrte nicht mehr nach Los Angeles oder Las Vegas zurück, sondern ging nach Miami in Florida.
Am 23. April 1976 wurde Roselli erneut vorgeladen, um im Falle der Ermordung von John F. Kennedy auszusagen. Als er drei Monate später wiederum aussagen sollte, war das nicht mehr möglich, da Roselli seit dem 28. Juli 1976 spurlos verschwunden war. Daran änderte auch die Fahndung durch das FBI, welche der neue SSCIA-Vorsitzende Howard Baker am 3. August 1976 ausgelöst hatte, zunächst nichts.
Am 23. August 1976 wurde Roselli mit abgesägten Beinen in einem Ölfass (55 Gallonen) vor der Küste Floridas aufgefunden. Roselli war erdrosselt worden. Sein Leichnam wies darüber hinaus Schusswunden auf.

## Im Film
- Roselli wurde im Fernsehfilm Der Pate und das Showgirl (Sugartime) (1995) von Sam Grana porträtiert.